# Skolvan (groupe de musique)
Pour les articles homonymes, voir Skolvan.
Skolvan (du nom d’une gwerz bretonne) est un groupe de musique bretonne créé par Youenn Le Bihan en 1984. Ils permettent de perpétuer la musique traditionnelle en Bretagne (thèmes traditionnels, compositions) agrémentée d'arrangements riches associés à une rythmique très présente. Ils animent des festoù-noz et se produisent en concert en Bretagne et en Europe.

## Historique

### Musique à danser

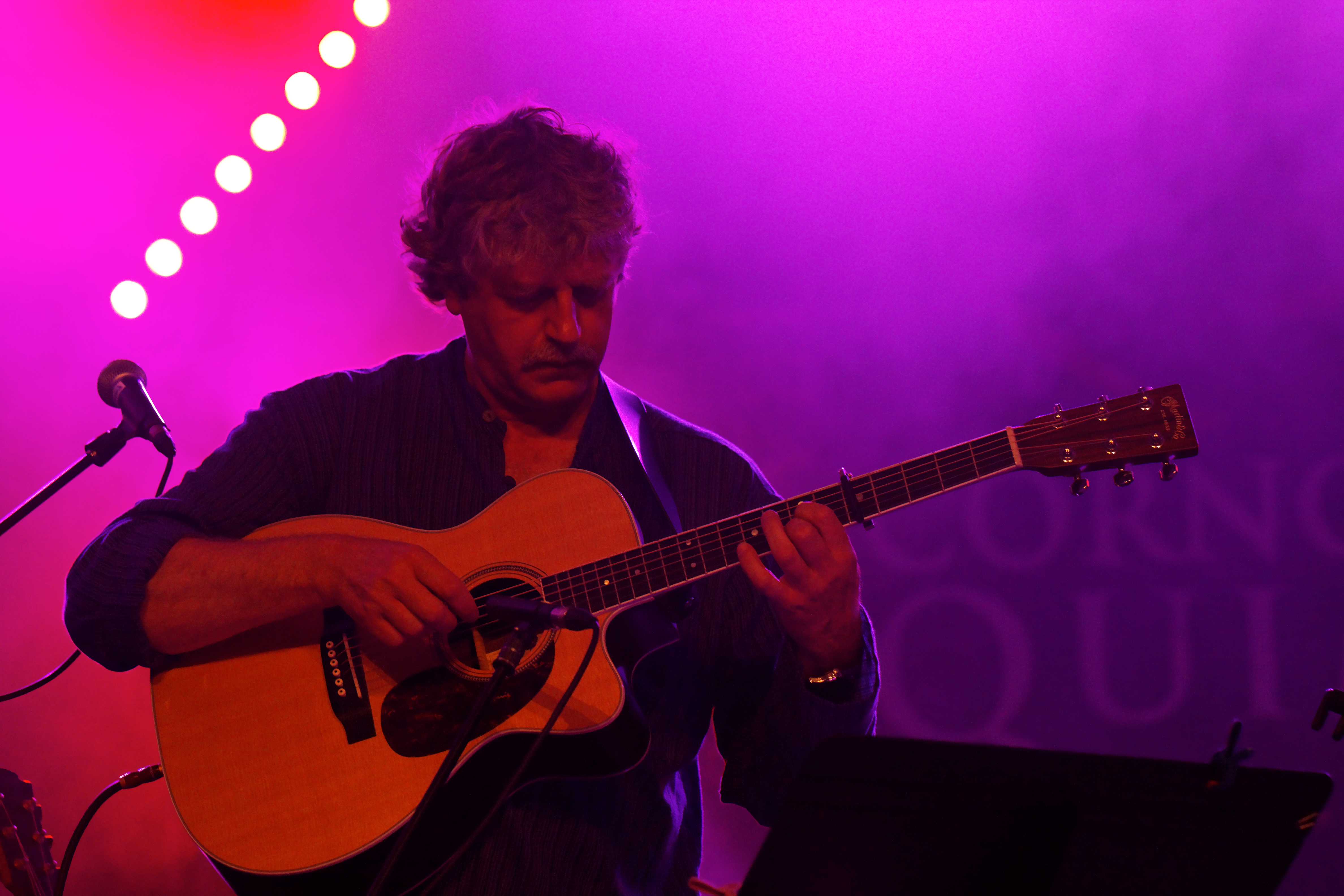
Gilles Le Bigot, membre fondateur

Le groupe est créé en 1984 à l'initiative de Youenn Le Bihan qui fait appel à deux musiciens professeurs du conservatoire de musique traditionnelle de Ploemeur où il enseigne la bombarde (Patrice Querré au violon et Yann-Fañch Perroches à l'accordéon) et au guitariste Gilles Le Bigot. Skolvan anime son premier fest-noz le 14 avril 1984 et enchaîne des prestations jusqu'à l'été. Le style d'accompagnement en open tuning, développé par Gilles Le Bigot avec le groupe Galorn notamment, s'avère tout à fait adapté au répertoire du quatuor.
Youenn Le Bihan invente en même temps une nouvelle bombarde, le « piston », inspiré du hautbois baroque, qui rend le son du groupe harmonieux et original. Cette innovation s'inscrit dans la volonté du couple mélodique violon-bombarde d'interpréter leur répertoire, principalement issus des sonneurs, avec clarté, en respectant le phrasé, pour valoriser l'originalité du style de chaque danse. Après l'été, le groupe est invité à aller jouer en Espagne mais n'ayant pas encore un nom, il doit en rechercher un rapidement. Youenn Le Bihan suggère alors l'idée de "Skolvan", d'après le nom de la gwerz Iannik Skolvann, qui se rattache au Livre noir de Carmarthen, manuscrit gallois du XIIe siècle et en lien avec les traditions celtiques médiévales concernant "l'homme sauvage".

### Swing & Tears

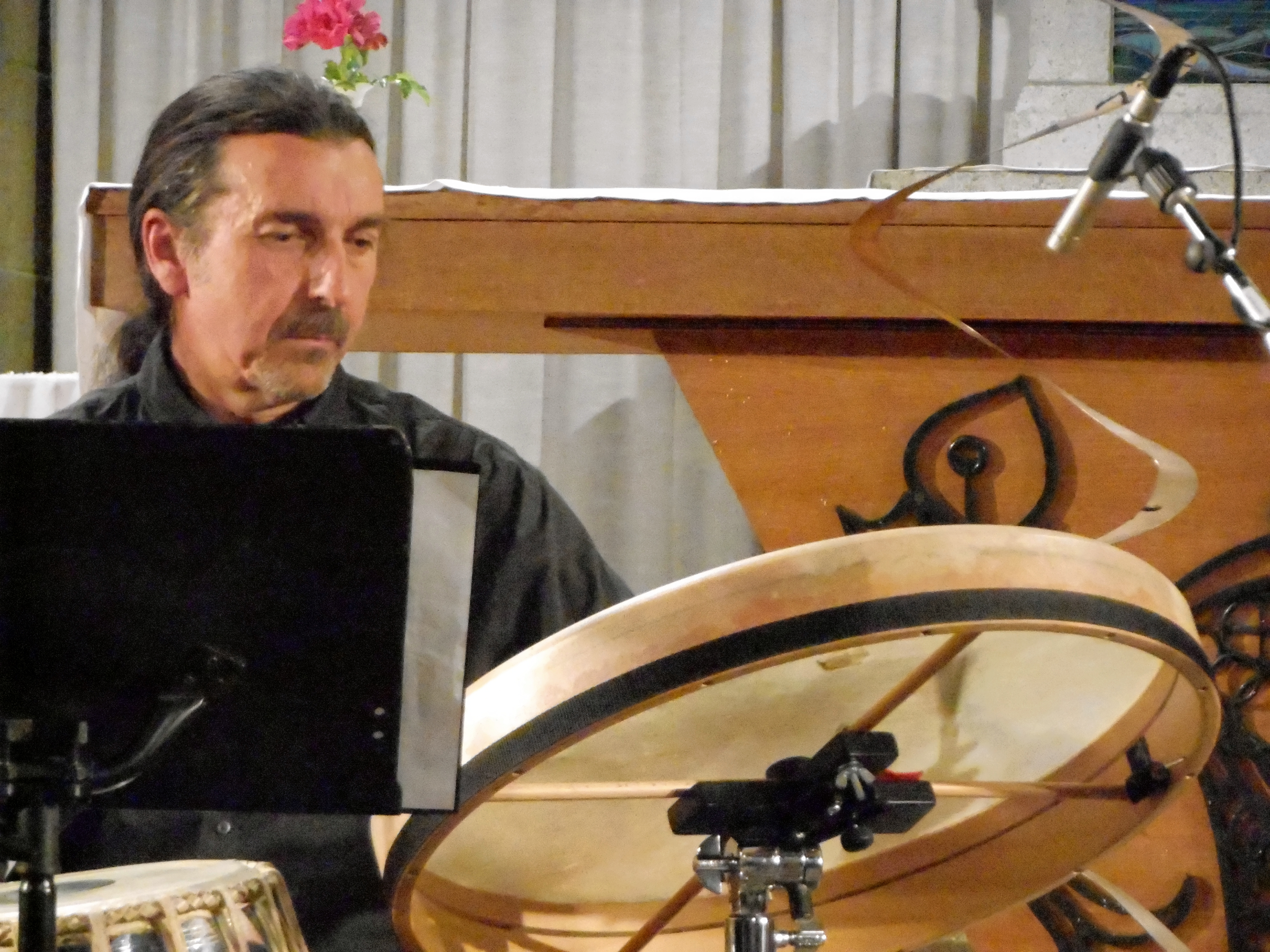
Dominique Molard aux percussions

En 1987, Patrice Querré, qui joue également avec Alan Stivell, préfère passer l'archet à Fañch Landreau. Cette nouvelle formation va marquer son empreinte musicale pendant une dizaine d'années en Bretagne, en France et ailleurs, sur scène et sur disque avec les enregistrements publiés par leur label Keltia Musique depuis 1991.
En 1994, après trois albums, Skolvan sort Swing & Tears qui sera désigné « album de l'année » en France (Trad Magazine), au Royaume-Uni (Folk Roots) et au Portugal (Diarode Noticias). Parmi les invités figure Dominique Molard aux percussions qui se joint au groupe en 1996, développant ainsi la palette sonore et les couleurs rythmiques à travers les tablas, le cajon, la derbouka, le bodhran associés à la batterie. 
Yann-Fañch Kemener y interprète la gwerz qui a donné son nom au groupe. 
Fañch Landreau quitte le groupe la même année.

### Chenchet'n eus an amzer

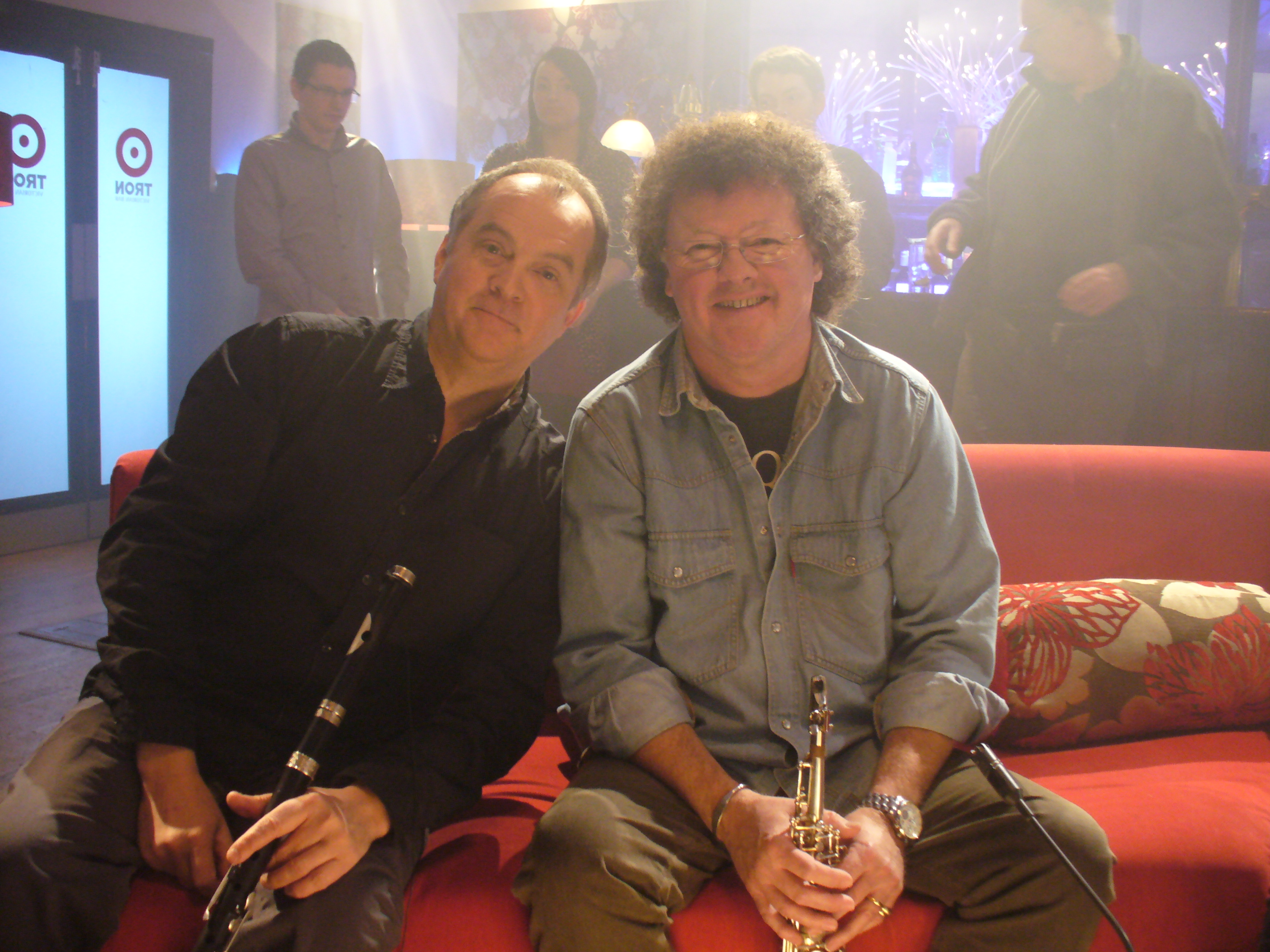
Le saxophoniste Bernard Le Dreau à droite (avec Jean-Michel Veillon)

En 1996, Skolvan propose une création, Gouel ha daeroù, réunissant chanteurs traditionnels et musiciens de jazz, très bien accueillie par le public et la critique. En 2000, Chenchet'n eus an amzer (« Les temps changent ») traduit l'évolution musicale du groupe depuis l'arrivée en 1997 de Bernard Le Dreau (saxophones) et de Loig Troël (accordéon diatonique) en 1999. On retrouve sur l'album les textes et la voix de Yann-Fañch Kemener, Didier Squiban et Gildas Boclé, en lien avec la création Gouel ha daerou en 1996. Il reçoit le Grand prix du disque Produit en Bretagne et un « Bravo! » de la revue Trad Magazine.
Skolvan sous la forme « Big Band » est composé de 10 musiciens dont une section cuivres, qui vient en renfort pour accentuer le swing des airs de danses et amener la musique bretonne dans une orchestration encore plus jazz. En 2002 se confirme la rencontre entre la musique traditionnelle bretonne et le jazz par un travail d'écriture musicale. C'est ainsi qu'en novembre, le groupe se produira au Piccolo Teatro (Teatro Strehler) à Milan (Italie) pour la manifestation Orchestra Senza Confini avec le Civica Jazz Band. L'album Live in Italia a été enregistré lors d'un concert le 26 juin 2003 à Ostiano (Cremona) au Teatro della Rocca Viscontea. En mars 2006, il fête la Saint-Patrick à Paris-Bercy.

### C'Hoari Pevar
Début 2009, Skolvan redevient quatuor avec les départs de Dominique Molard et Loig Troël et l'arrivée de l'accordéoniste chromatique Régis Huiban. En mai 2010 sort C’hoari pevar (jeu à quatre, quartet), enregistré sans musicien additionnel mais comportant des couleurs musicales multiples. Il est présenté au Chapeau Rouge à Quimper et lors du cyber fest-noz à Rennes. Les mélodies sont des compositions sur mesure, toujours dans le respect de la danse (kost er c'hoed, kas a-barh, ronds de Loudéac et de Saint-Vincent, ridées, marche, etc.). Il reçoit un « Bravo ! » de Trad Magazine . Le groupe tourne dans les festoù-noz et dans les festivals bretons (Interceltique, Cornouaille, Filets bleus) ainsi qu'au festival Paris Breizh, jusqu’en Belgique et en Suisse. Le 20 avril 2014, le groupe fête ses 30 ans au Printemps de Châteauneuf et réalise une création en sextet pour le FIL 2015.

## Membres actuels
- Gilles Le Bigot (guitare acoustique et folk) depuis 1984
- Youenn Le Bihan (bombarde, piston (en)) depuis 1984
- Bernard Le Dreau (saxophones) depuis 1997
- Régis Huiban (accordéon chromatique) depuis 2009

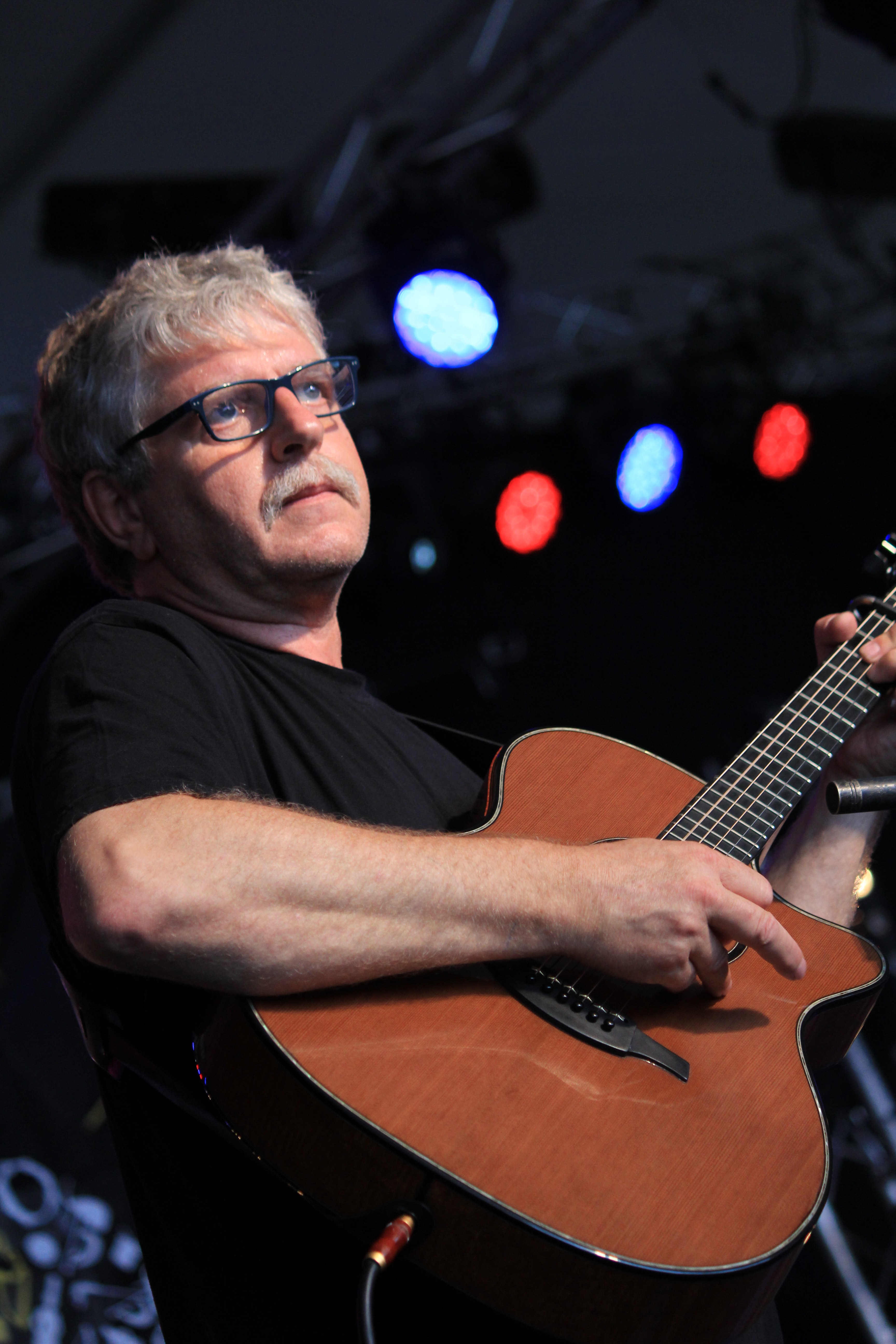
Gilles Le Bigot
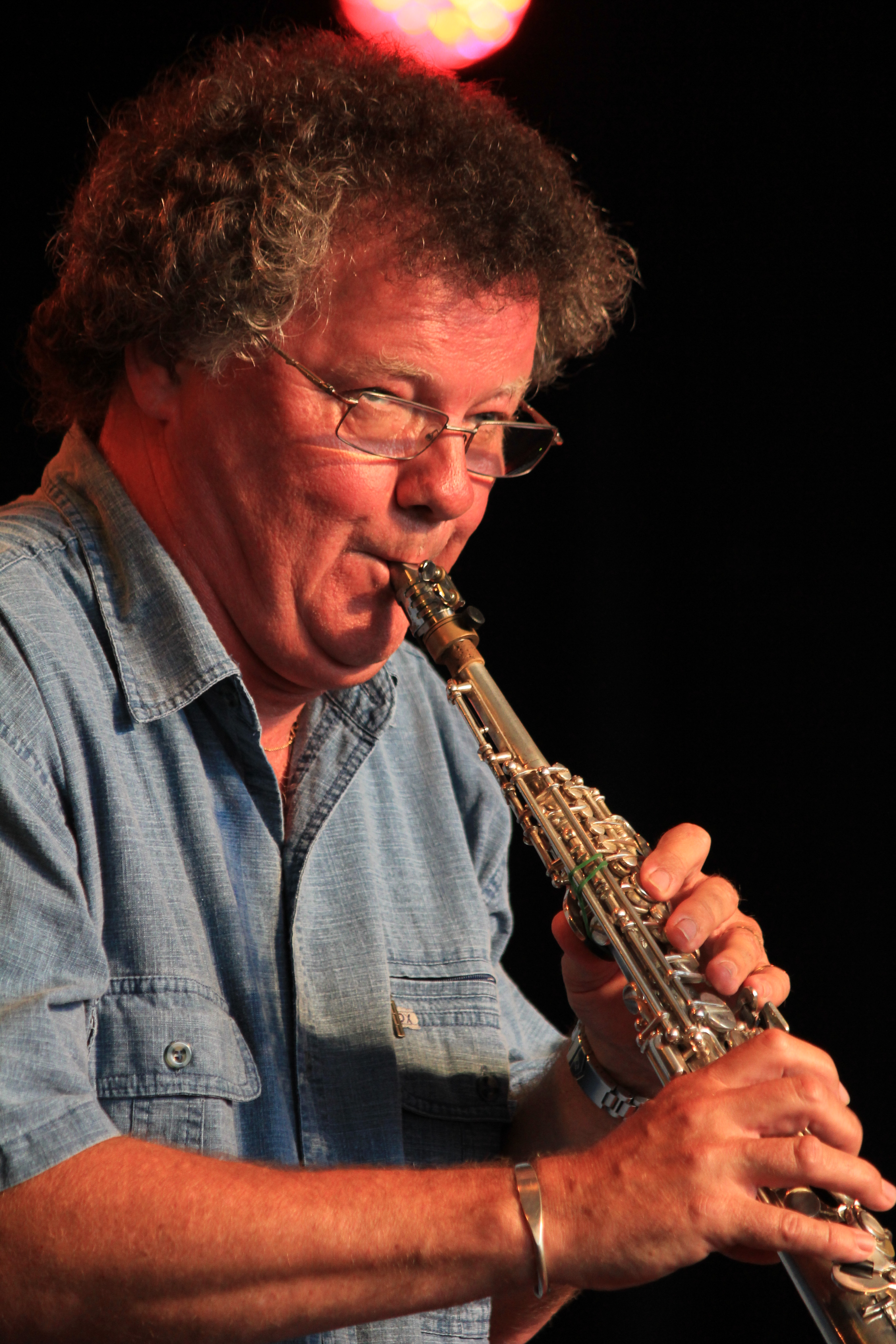
Bernard Le Dreau
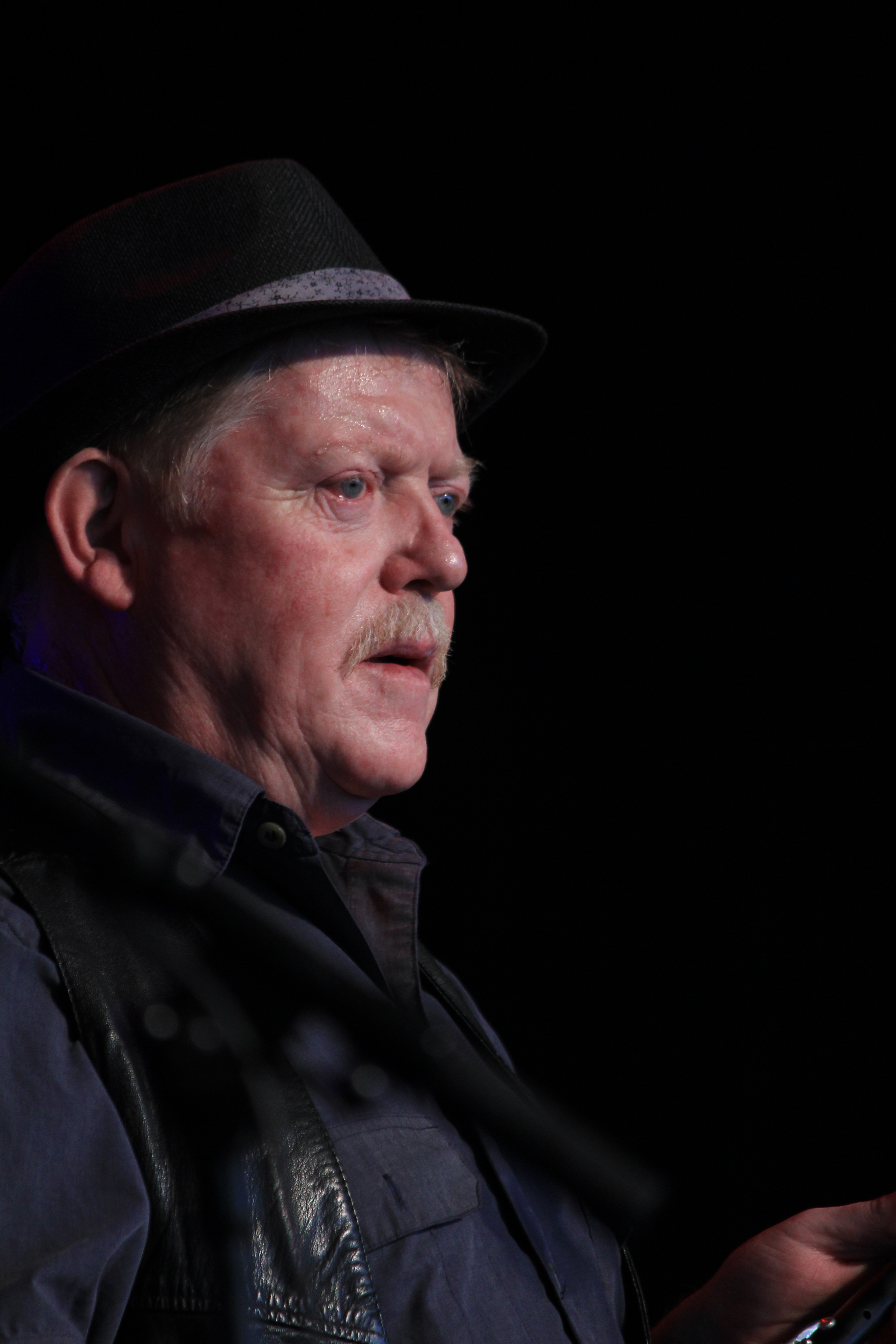
Youenn Le Bihan
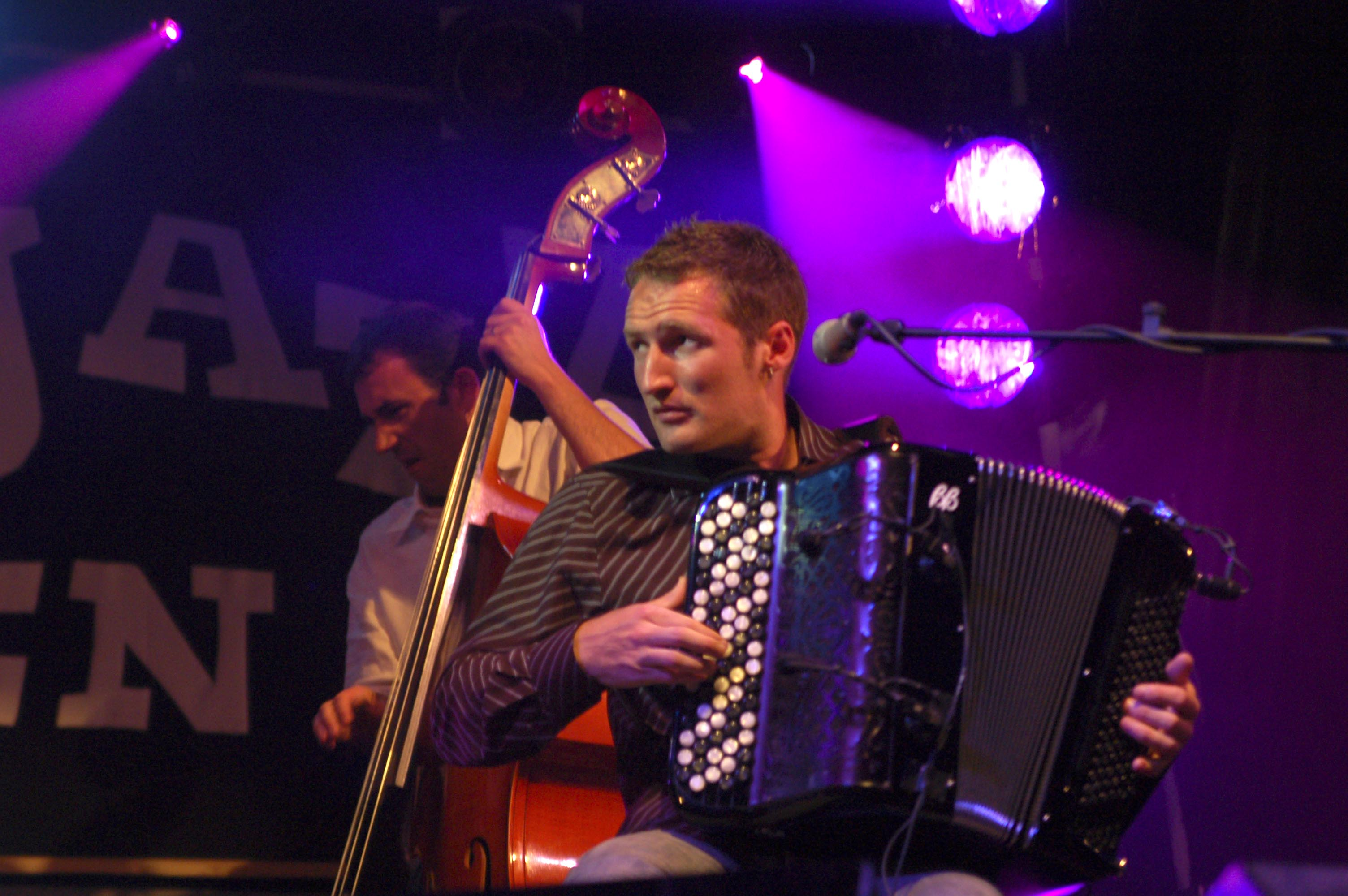
Régis Huiban

### Anciens membres

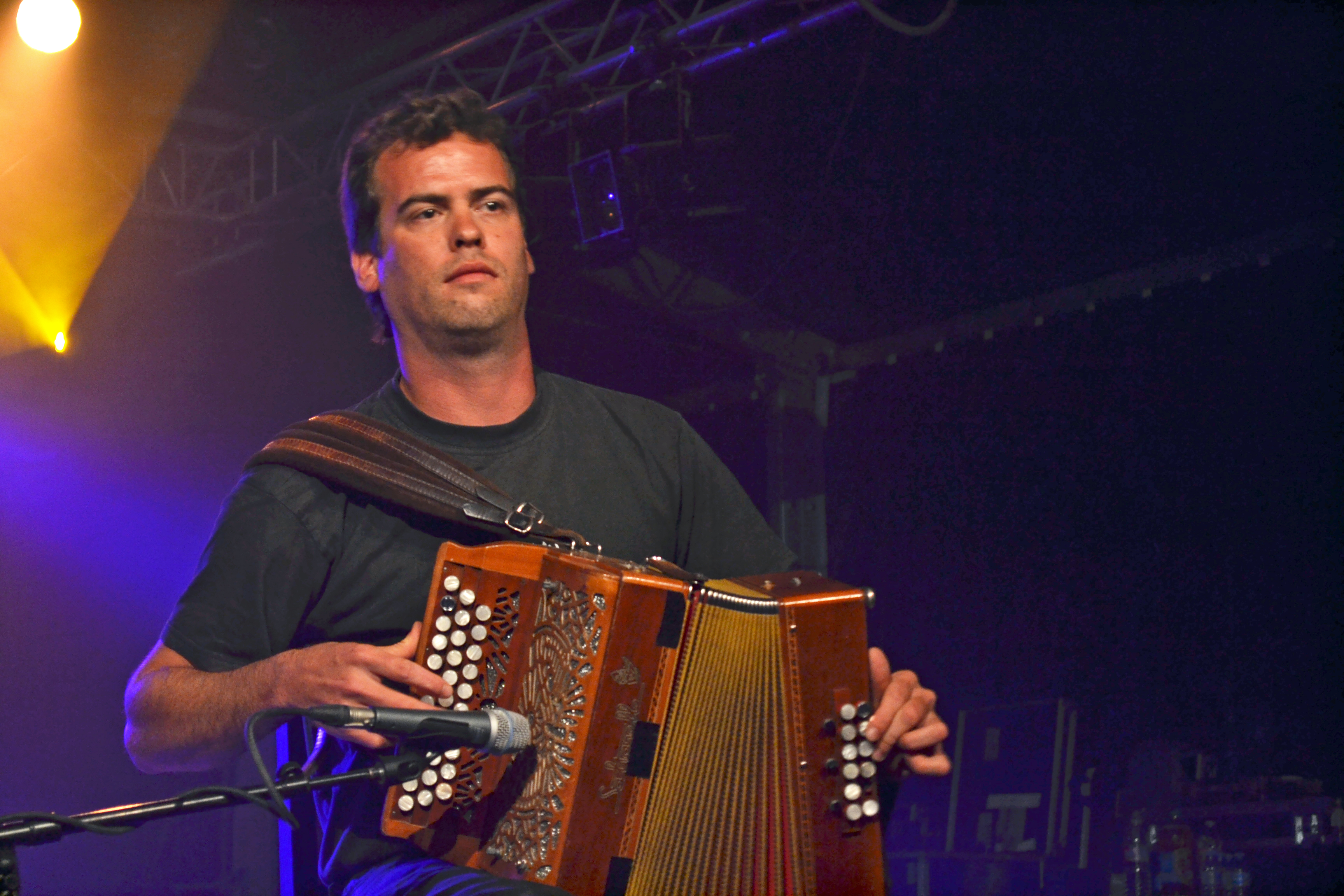
Loig Troël à l'accordéon

- Yann-Fañch Perroches (accordéon) de 1984 à 1998 ;
- Patrice Querre (violon) de 1984 à 1988 ;
- Fañch Landreau (violon) de 1988 à 1997 ;
- Loig Troël (accordéon) de 1999 à 2009 ;
- Dominique Molard (percussions) de 1996 à 2009.

## Discographie
- 1987 : Dañs (Adipho)
- 1989 : Musique à danser (Adipho)
- 1991 : Kerzh Ba'n' Dañs (Keltia Musique)
- 1994 : Swing & Tears (Keltia Musique)
- 1996 : Fest Noz Live (Keltia Musique)
- 2000 : Cheñchet n'eus an amzer - Les temps changent (Keltia Musique)
- 2004 : Live in Italia (2CD, Keltia Musique)
- 2010 : C'Hoari Pevar (Keltia Musique)
- 2018: Ti ar seven (Coop Breizh)